# Abadiânia
Abadiânia este un oraș în Goiás (GO), Brazilia.